# Nadleśnictwo Grójec
Nadleśnictwo Grójec – jednostka organizacyjna Lasów Państwowych podległa Regionalnej Dyrekcji Lasów Państwowych w Radomiu. Siedziba nadleśnictwa znajduje się w Podolu, w powiecie grójeckim, w województwie mazowieckim.
Nadleśnictwo obejmuje większość obszaru powiatu grójeckiego oraz część powiatów białobrzeskiego, grodziskiego, przysuskiego i żyrardowskiego w województwie mazowieckim oraz fragment powiatu rawskiego w województwie łódzkim.
Powierzchnia Nadleśnictwa wynosi 16 354, 12ha.

## Historia
Nadleśnictwo Grójec powstało w 1945. W 1973 przyłączono do niego Nadleśnictwo Skuły, a w 1978 przyłączono obręb Nowe Miasto.

## Ochrona przyrody
Na terenie nadleśnictwa znajduje się dziewięć rezerwatów przyrody:
- Dąbrowa Radziejowska
- Grądy Osuchowskie
- Jeziora-Olszyny
- Łęgacz nad Jeziorką
- Modrzewina
- Skulski Las
- Skulskie Dęby
- Sokół
- Tomczyce.

## Drzewostany
Typy siedliskowe lasów nadleśnictwa (z ich udziałem procentowym):
- las mieszany świeży 42,79%
- bór mieszany świeży 20,53%
- bór świeży 12,13%
- las świeży 10,26%
- ols 3,73%
- las wilgotny 3,71%
- las mieszany wilgotny 3,21%
- bór mieszany wilgotny 2,50%
- inne <1%

Gatunki lasotwórcze lasów nadleśnictwa:
- sosna (gatunek dominujący)
- dąb
- brzoza
- olsza
- modrzew